# Michaela Kirchgasser

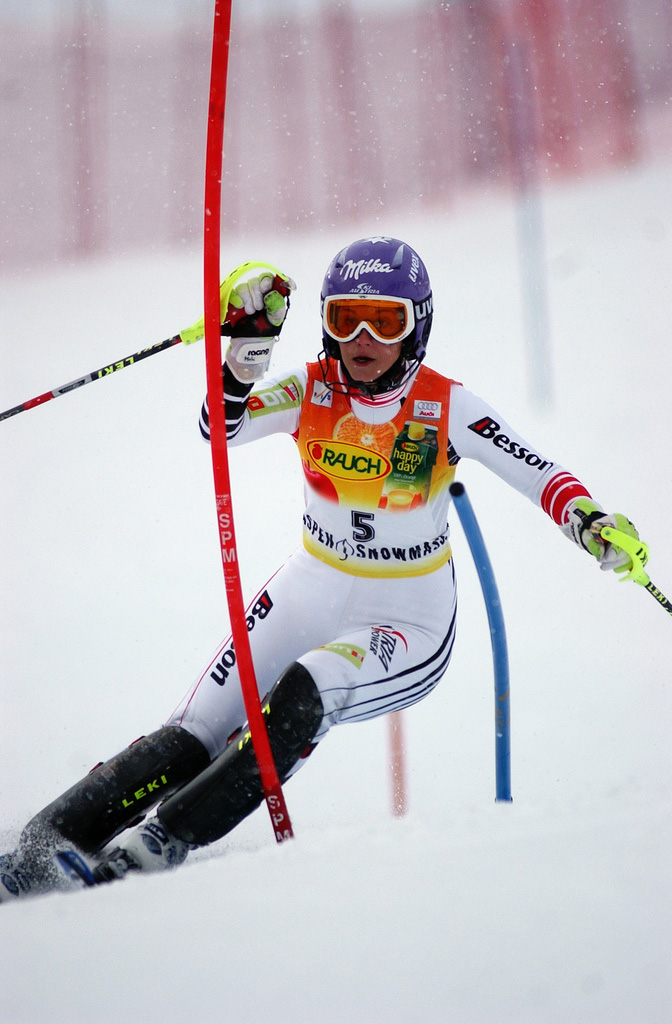
Michaela Kirchgasser 2006 in Aspen

Michaela Kirchgasser (* 18. März 1985 in Schwarzach im Pongau) ist eine ehemalige österreichische Skirennläuferin. Sie startete hauptsächlich in Slalom- und Riesenslalomwettbewerben sowie in Super-Kombinationen. Bei Weltmeisterschaften gewann sie drei Goldmedaillen im Teamwettbewerb sowie eine Silbermedaille im Slalom und zwei Bronzemedaillen in der Kombination.

## Biografie
Kirchgasser wuchs in Filzmoos auf und begann mit dem Skifahren im Alter von drei Jahren. Nach der Volksschule wechselte sie zunächst an die Skihauptschule in Schladming. Im Anschluss daran besuchte sie die dortige Skihandelsschule und weiters den HAK-Maturalehrgang, den sie 2006 erfolgreich abschloss.
Erste Erfolge feierte Kirchgasser in der Saison 1999/2000, als sie die Riesenslaloms des Trofeo Topolino und des Whistler Cups gewann und Österreichische Schülermeisterin im Riesenslalom und in der Kombination wurde. Nachdem sie 2001 ihren ersten von insgesamt acht österreichischen Jugendmeistertiteln und die Silbermedaille im Parallelslalom beim European Youth Olympic Festival in Vuokatti gewonnen hatte, durfte sie im Dezember 2001 beim Slalom von Sestriere erstmals bei einem Weltcuprennen starten. Mit Startnummer 77 fuhr sie auf Anhieb auf Platz 17. Ihr zweites Weltcuprennen drei Wochen später beendete sie sogar auf Rang 14. Die Folgesaison 2002/03 schloss sie mit dem Sieg im Slalom bei den Juniorenweltmeisterschaften und ihrer ersten Platzierung unter den besten Zehn eines Weltcuprennens ab. In den nächsten beiden Jahren kam jeweils ein Top-Ten-Platz hinzu und in der Saison 2005/06 erreichte sie in zehn Rennen eine Platzierung in den schnellsten Zehn und belegte im Gesamtweltcup Platz 20. Bei den Olympischen Winterspielen 2006 in Turin belegte sie Platz 5 im Slalom und Platz 6 in der Kombination.
Für die Saison 2006/07 gelang ihr der Aufstieg in die Nationalmannschaft der ÖSV-Damen. Am 25. November 2006 erreichte sie beim Riesenslalom von Aspen den dritten Platz und stand damit erstmals in ihrer Karriere auf dem Podest. Ein weiterer Top-3-Platz gelang ihr am 15. Dezember 2006 in der Super-Kombination auf der Reiteralm, bei der sie Zweite wurde. Bei den Weltmeisterschaften 2007 in Åre gewann sie die Goldmedaille im Mannschaftswettbewerb, erreichte den vierten Rang im Riesenslalom und den neunten Rang im Slalom. Am 24. Februar 2007 gewann sie ihr erstes Weltcuprennen, den Riesenslalom in der Sierra Nevada. Sie beendete die Saison als Dritte im Riesenslalom-Weltcup, Vierte im Kombinations-Weltcup und Achte im Gesamtweltcup.
Die Saison 2007/08 verlief weniger erfolgreich, beste Resultate waren zwei siebente Plätze. In der Saison 2008/09 erreichte sie im Riesenslalom von Cortina d’Ampezzo am 25. Jänner mit Rang 2 ihren sechsten Podestplatz im Weltcup. Bei den Weltmeisterschaften 2009 in Val-d’Isère wurde sie Fünfte im Riesenslalom. Eine Woche später stürzte Kirchgasser beim Abfahrtstraining in Tarvisio am 19. Februar schwer, erlitt eine Knorpelimpressionsfraktur im linken Oberschenkel und musste die Saison vorzeitig beenden.
Im Winter 2009/10 erzielte Kirchgasser ihre besten Resultate in der Super-Kombination. Sie wurde Vierte in Val-d’Isère und Zweite in St. Moritz und damit Dritte im Disziplinenweltcup. Bei den Olympischen Winterspielen 2010 in Vancouver fuhr sie auf Platz neun in der Super-Kombination und Rang 15 im Riesenslalom. Auch in der Saison 2010/11 war die Super-Kombination ihre stärkste Disziplin. Als bestes Saisonergebnis erzielte sie den fünften Platz in der Super-Kombination von Åre. Bei den Weltmeisterschaften 2011 in Garmisch-Partenkirchen gewann sie im Mannschaftswettbewerb die Silbermedaille, in der Super-Kombination belegte sie Platz 13.
In der Saison 2011/12 wurde Kirchgasser in Zagreb zu Beginn des neuen Jahres zum ersten Mal Dritte in einem Weltcupslalom. Am 22. Jänner 2012 gewann sie den Slalom von Kranjska Gora mit Laufbestzeit in beiden Durchgängen. Am 21. Februar belegte sie im City Event (Parallelbewerb) von Moskau den zweiten Platz: nach Siegen gegen Anna Fenninger (Achtelfinale), Tina Maze (Viertelfinale) und Maria Höfl-Riesch (Semifinale) unterlag sie im Finale der US-Amerikanerin Julia Mancuso. Beim Weltcupfinale in Schladming holte Kirchgasser ihren zweiten Slalomsieg, überholte damit noch Tina Maze im Slalomweltcup und wurde hinter Marlies Schild Zweite. Zum Saisonschluss in Schladming gewann sie den Slalombewerb und den Teambewerb gemeinsam mit Eva-Maria Brem, Marcel Mathis und Philipp Schörghofer. Nach der Saison unterzog sich Kirchgasser einer Knieoperation.
Bei den Weltmeisterschaften 2013 in Schladming belegte Kirchgasser in der Super-Kombination den undankbaren vierten Platz. Einige Tage später wurde sie mit dem österreichischen Team zum zweiten Mal Mannschafts-Weltmeisterin, im Slalom gewann sie die Silbermedaille. Die Weltcupsaison 2012/13 verlief hingegen weniger erfolgreich: Zwei dritte Plätze stehen Ausfälle in sechs von neun Slaloms gegenüber. Bei den Weltmeisterschaften 2015 in Vail/Beaver Creek gewann sie die Bronzemedaille in der Superkombination und Gold im Teambewerb. Bei den folgenden Weltmeisterschaften 2017 in St. Moritz gewann sie erneut Bronze in der Kombination. Am 10. März 2018 beendete Kirchgasser beim Slalom in Ofterschwang ihre Karriere.
Kirchgasser wurde 2002 und 2008 österreichische Staatsmeisterin in der Abfahrt, 2003 und 2008 in der Kombination sowie 2007 im Riesenslalom.
Im Frühjahr und Herbst 2020 nahm sie als Kandidatin in der 13. Staffel der ORF-Tanzshow Dancing Stars teil und gewann diese am 27. November. Ihre Tanzpartner waren im Frühjahr Willi Gabalier und im Herbst Vadim Garbuzov. Seit September 2021 gehört sie zum Team der Fußball-Berichterstattung beim österreichischen Privatsender ServusTV.

### Persönliches
Michaela Kirchgasser ist seit dem 7. Mai 2016 mit Sebastian Kirchgasser – er trägt, ohne mit ihr verwandt zu sein, denselben Familiennamen – verheiratet. Im Oktober 2022 wurden sie Eltern eines Sohnes.

## Erfolge

### Olympische Spiele
- Turin 2006: 5. Slalom, 6. Kombination
- Vancouver 2010: 9. Super-Kombination, 15. Riesenslalom
- Sotschi 2014: 7. Super-Kombination, 12. Riesenslalom

### Weltmeisterschaften
- Åre 2007: 1. Mannschaftswettbewerb, 4. Riesenslalom, 9. Slalom
- Val-d’Isère 2009: 5. Riesenslalom
- Garmisch-Partenkirchen 2011: 2. Mannschaftswettbewerb, 13. Super-Kombination
- Schladming 2013: 1. Mannschaftswettbewerb, 2. Slalom, 4. Super-Kombination
- Vail/Beaver Creek 2015: 1. Mannschaftswettbewerb, 3. Alpine Kombination, 6. Riesenslalom
- St. Moritz 2017: 3. Alpine Kombination, 6. Slalom, 12. Riesenslalom

### Weltcupwertungen
| Saison  | Gesamt | Gesamt | Abfahrt | Abfahrt | Super-G | Super-G | Riesenslalom | Riesenslalom | Slalom | Slalom | Kombination | Kombination | CityEvent | CityEvent |
| Saison  | Platz  | Punkte | Platz   | Punkte  | Platz   | Punkte  | Platz        | Punkte       | Platz  | Punkte | Platz       | Punkte      | Platz     | Punkte    |
| ------- | ------ | ------ | ------- | ------- | ------- | ------- | ------------ | ------------ | ------ | ------ | ----------- | ----------- | --------- | --------- |
| 2001/02 | 89.    | 32     | –       | –       | –       | –       | –            | –            | 33.    | 32     | –           | –           | –         | –         |
| 2002/03 | 81.    | 40     | –       | –       | –       | –       | –            | –            | 36.    | 40     | –           | –           | –         | –         |
| 2003/04 | 63.    | 100    | –       | –       | –       | –       | 48.          | 9            | 25.    | 91     | –           | –           | –         | –         |
| 2004/05 | 58.    | 103    | –       | –       | –       | –       | 25.          | 70           | 31.    | 33     | –           | –           | –         | –         |
| 2005/06 | 20.    | 422    | –       | –       | –       | –       | 9.           | 227          | 14.    | 175    | 20.         | 20          | –         | –         |
| 2006/07 | 8.     | 657    | –       | –       | –       | –       | 3.           | 357          | 13.    | 148    | 4.          | 152         | –         | –         |
| 2007/08 | 33.    | 235    | –       | –       | –       | –       | 18.          | 83           | 13.    | 120    | 21.         | 32          | –         | –         |
| 2008/09 | 22.    | 334    | –       | –       | –       | –       | 10.          | 188          | 20.    | 96     | 17.         | 50          | –         | –         |
| 2009/10 | 19.    | 360    | 51.     | 6       | 36.     | 23      | 15.          | 136          | 24.    | 65     | 3.          | 130         | –         | –         |
| 2010/11 | 21.    | 326    | 48.     | 3       | 47.     | 6       | 17.          | 76           | 16.    | 126    | 6.          | 100         | 9.        | 15        |
| 2011/12 | 10.    | 636    | –       | –       | –       | –       | 21.          | 104          | 2.     | 452    | –           | –           | 2.        | 80        |
| 2012/13 | 14.    | 448    | –       | –       | –       | –       | 16.          | 153          | 12.    | 206    | 3.          | 89          | 3.        | 100       |
| 2013/14 | 25.    | 274    | –       | –       | –       | –       | 30.          | 43           | 15.    | 150    | 2.          | 80          | –         | –         |
| 2014/15 | 29.    | 253    | –       | –       | –       | –       | 22.          | 70           | 16.    | 144    | 8.          | 32          | –         | –         |
| 2015/16 | 15.    | 616    | –       | –       | 50.     | 4       | 12.          | 179          | 10.    | 280    | 3.          | 153         | –         | –         |
| 2016/17 | 28.    | 308    | –       | –       | –       | –       | 18.          | 134          | 26.    | 69     | 4.          | 105         | –         | –         |
| 2017/18 | 99.    | 24     | –       | –       | –       | –       | –            | –            | 41.    | 24     | –           | –           | –         | –         |

### Weltcupsiege
- 17 Podestplätze in Einzelrennen, davon 3 Siege:

| Datum            | Ort           | Land       | Disziplin    |
| ---------------- | ------------- | ---------- | ------------ |
| 24. Februar 2007 | Sierra Nevada | Spanien    | Riesenslalom |
| 22. Jänner 2012  | Kranjska Gora | Slowenien  | Slalom       |
| 17. März 2012    | Schladming    | Österreich | Slalom       |

- 6 Podestplätze bei Mannschaftswettbewerben, davon 3 Siege

### Europacup
- Saison 2002/03: 3. Gesamtwertung, 3. Slalomwertung
- Saison 2004/05: 2. Gesamtwertung, 1. Riesenslalomwertung
- Saison 2007/08: 3. Kombinationswertung
- 14 Podestplätze, davon 7 Siege:

| Datum             | Ort        | Land       | Disziplin         |
| ----------------- | ---------- | ---------- | ----------------- |
| 19. Jänner 2003   | Tonalepass | Italien    | Slalom            |
| 6. Dezember 2004  | Ål         | Norwegen   | Riesenslalom      |
| 7. Dezember 2004  | Ål         | Norwegen   | Riesenslalom      |
| 11. Dezember 2004 | Schruns    | Österreich | Riesenslalom      |
| 9. Februar 2005   | Rogla      | Slowenien  | Slalom            |
| 11. März 2005     | Roccaraso  | Italien    | Riesenslalom      |
| 30. Jänner 2008   | Tarvisio   | Italien    | Super-Kombination |

### Juniorenweltmeisterschaften
- Tarvisio 2002: 5. Slalom, 7. Kombination, 15. Riesenslalom, 15. Super-G, 33. Abfahrt
- Briançonnais 2003: 1. Slalom, 2. Kombination, 4. Riesenslalom, 16. Abfahrt
- Maribor 2004: 6. Kombination, 7. Slalom, 10. Abfahrt, 24. Riesenslalom
- Bardonecchia 2005: 3. Riesenslalom, 5. Slalom, 7. Super-G

### Weitere Erfolge
- 5-fache Österreichische Staatsmeisterin (Abfahrt: 2002, 2008; Kombination: 2003, 2008; Riesenslalom: 2007)
- 1 Podestplatz im Nor-Am Cup
- Silbermedaille im Parallelslalom beim European Youth Olympic Festival 2001
- 7 Siege in FIS-Rennen

## Auszeichnungen (Auszug)
- 2007: Goldenes Ehrenzeichen für Verdienste um die Republik Österreich[6]